# بیجای
بیجای (به لاتین: Bijie) یک شهر مرکزی در جمهوری خلق چین است که در گوئیژو واقع شده‌است.

## خصوصیات
بیجای ۲۶٬۸۵۳ کیلومترمربع مساحت و ۶٬۵۳۶٬۳۷۰ نفر جمعیت دارد و ۱٬۷۲۳ متر بالاتر از سطح دریا واقع شده‌است.